# Windward Islands Airways
Windward Islands Airways International N.V., nome abbreviato in Winair, è una compagnia aerea regionale di Sint Maarten (Regno dei Paesi Bassi) con base all'Aeroporto Internazionale Principessa Juliana di St. Maarten. Fondata nel 1961 da Georges Greaux e Hippolyte Ledee, possiede 8 aerei e serve 10 destinazioni. 

## Storia
Winair è stata fondata nel 1961 da Georges Greaux con ulteriori investimenti di Hipployte Ledee, Chester Wathey, Louis Richardson e di altri. La compagnia aerea aveva bisogno di velivoli a decollo e atterraggio corto (STOL) per servire alcuni aeroporti come l'aeroporto Juancho E. Yrausquin di Saba e iniziò a volare de Havilland Canada DHC-6 Twin Otters nel 1965.

## Accordi
Winair ha accordi interlinea con le seguenti compagnie aeree:
- Air Antilles
- Air Caraibes
- Air France
- British Airways
- Caribbean Airlines
- Copa Airlines
- Corsair International
- Delta
- KLM
- United Airlines
- Virgin Atlantic

Winair ha accordi di code share con le seguenti compagnie aeree:
- Air Antilles
- Air France
- KLM

## Flotta

### Flotta attuale
A settembre 2024, la flotta di Winair è composta dai seguenti aerei:

### Flotta storica
Nel corso degli anni, Winair ha operato anche i seguenti aeromobili:
- ATR 72-500
- Beechcraft Twin Bonanza
- British Aerospace Jetstream
- Britten-Norman BN-2 Islander
- Dornier Do 28
- Fokker F27
- NAMC YS-11
- Piper PA-23